# Ельченко, Юрий Никифорович
Юрий Никифорович Ельченко (23 июля 1929, г. Кагарлык Киевской области УССР, СССР, — 2 февраля 2019
, Киев) — советский партийный и государственный деятель. первый секретарь ЦК ЛКСМ УССР в 1960–1968 годах, первый секретарь Киевского горкома КПСС в 1980–1987 годах.

## Биография
Родился 23 июля 1929 года в селе Кагарлык (ныне город) в семье служащего. Украинец.
В 1947—1952 годах – студент механического факультета Киевского политехнического института.
В 1952—1953 годах – мастер цеха, с 1953 – секретарь комитета ВЛКСМ Мытищинского машиностроительного завода Московской области РСФСР.  Член КПСС с 1953 года.
В 1955—1957 годах — инструктор Ленинского райкома КП Украины, заведующий отделом Жовтеневого райкома КП Украины в Киеве.
В 1957 году — секретарь, с августа 1957 по 1958 год — второй секретарь Киевского горкома ЛКСМ Украины.
В 1958—1960 годах — секретарь, в 1960 году — второй секретарь ЦК ЛКСМ Украины.
С июля 1960 по май 1968 года — первый секретарь ЦК ЛКСМ Украины.
В 1968—1969 годах — инспектор ЦК КП Украины.
С 28 февраля 1969 по 20 ноября 1971 года — второй секретарь Львовского обкома КП Украины.
С 15 ноября 1971 по 15 октября 1973 года — министр культуры Украинской ССР.
В 1973—1980 годах — заведующий отделом пропаганды и агитации ЦК КП Украины.
С 11 января 1980 года по 28 апреля 1987 года — первый секретарь Киевского горкома КП Украины.
С апреля 1987 года по июнь 1990 года — секретарь ЦК КП Украины. С октября 1989 года — одновременно глава Комиссии ЦК КП Украины по вопросам межнациональных отношений.
Депутат Верховного Совета УССР в 1959–1985 годах, член Президиума Верховного Совета УССР в 1960–1968 годах.  С 1990 года – народный депутат Верховного Совета УССР 12-го созыва (с 1991 года – народный депутат Украины 1-го созыва). Глава подкомиссии по вопросам межреспубликанских отношений Комиссии ВС Украины по вопросам государственного суверенитета, межреспубликанских и межнациональных отношений.
Член ЦК КПУ в 1961–1971 годах и с января 1975 по 1990 год. Кандидат в члены ЦК КПУ с 1971 по январь 1975 года. Кандидат в члены политбюро ЦК КПУ в феврале 1981 – октябре 1982 года. Член политбюро ЦК КПУ в октябре 1982 – июне 1990 года.
Член ЦК КПСС в 1981–1990 годах. Депутат Совета Союза Верховного Совета СССР в 1984–89 годах от Киева. Народный депутат СССР.
На пенсии жил в городе Киеве.
Умер 2 февраля 2019 года в Киеве. Похоронен на Байковом кладбище (участок № 33).
Отец украинского дипломата Владимира Ельченко.

## Награды
- орден Ленина
- орден Октябрьской Революции
- четыре ордена Трудового Красного Знамени
- орден «Знак Почёта»
- семь медалей СССР
- две Почётные грамоты Президиума Верховного Совета УССР
- Почётная грамота Президиума Верховного Совета БССР
- Почётная грамота Президиума Верховного Совета Азербайджанской ССР
- Почётная грамота Президиума Верховного Совета Казахской ССР